# Febre de l'or a Austràlia

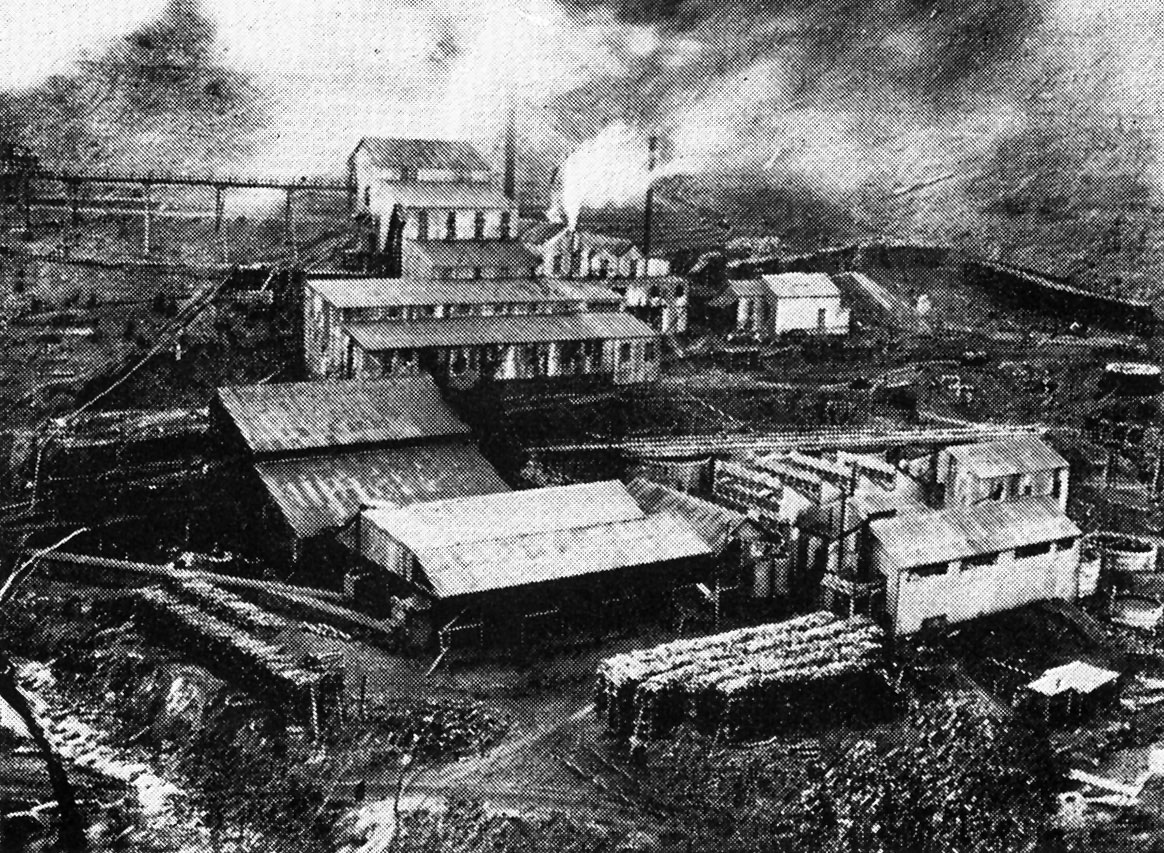
Mina Cassilis, circa 1900.

La febre de l'or australiana va començar el 1851 quan el cercador d'or Edward Hammond Hargraves anuncià el descobriment d'or a la rodalia de Bathurst, Nova Gal·les del Sud, en un lloc que Edward Hargraves va denominar Ophir.
Sis mesos més tard, es va trobar or a Victòria. Abans del descobriment de Hargraves, ja s'havia trobat una gran quantitat d'or. Un dels descobridors va ser William Branwhite Clarke el 1841 i més tard el 1844. Quan Clarke va informar sobre el seu descobriment a George Gipps, el governador de Nova Gal·les del Sud, Gibbs li va dir: "Amagui'l, senyor Clarke, o ens tallaran el coll!". El descobriment d'or en una societat de convictes no era una bona notícia. Si bé els governs de Nova Gal·les del Sud i Victòria van premiar més tard Clarke per la seva contribució, els seus premis financers no van ser tan grans dels que va obtenir Hargraves.

## Descobriments d'or destacables

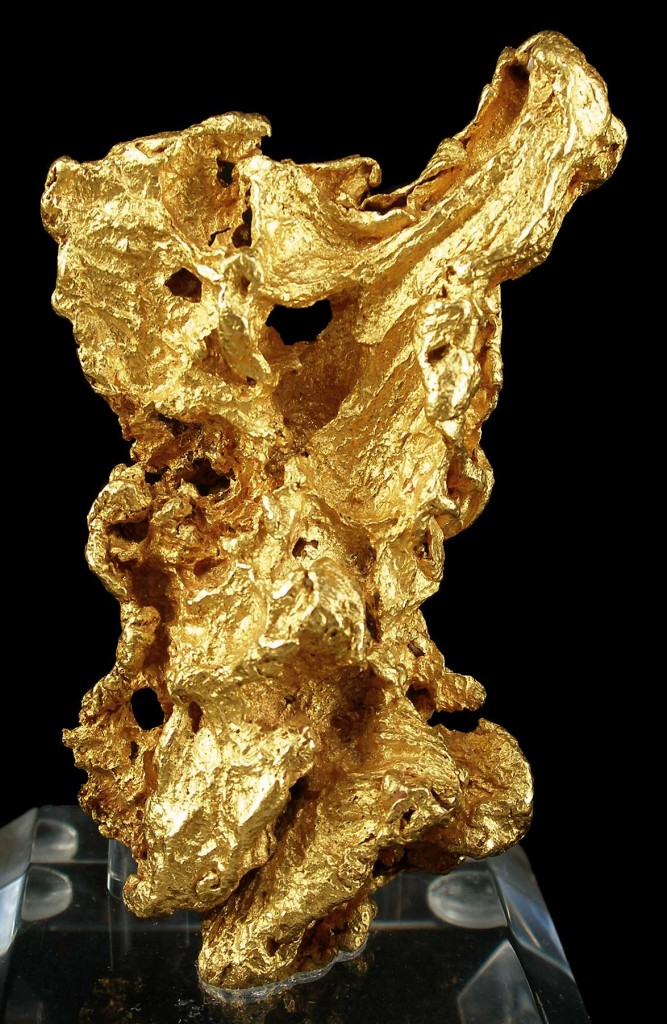
Un gran tros d'or de les mines Ballarat, pesa 150 g, mida 07,04 x 4,4 x 3,2 cm.

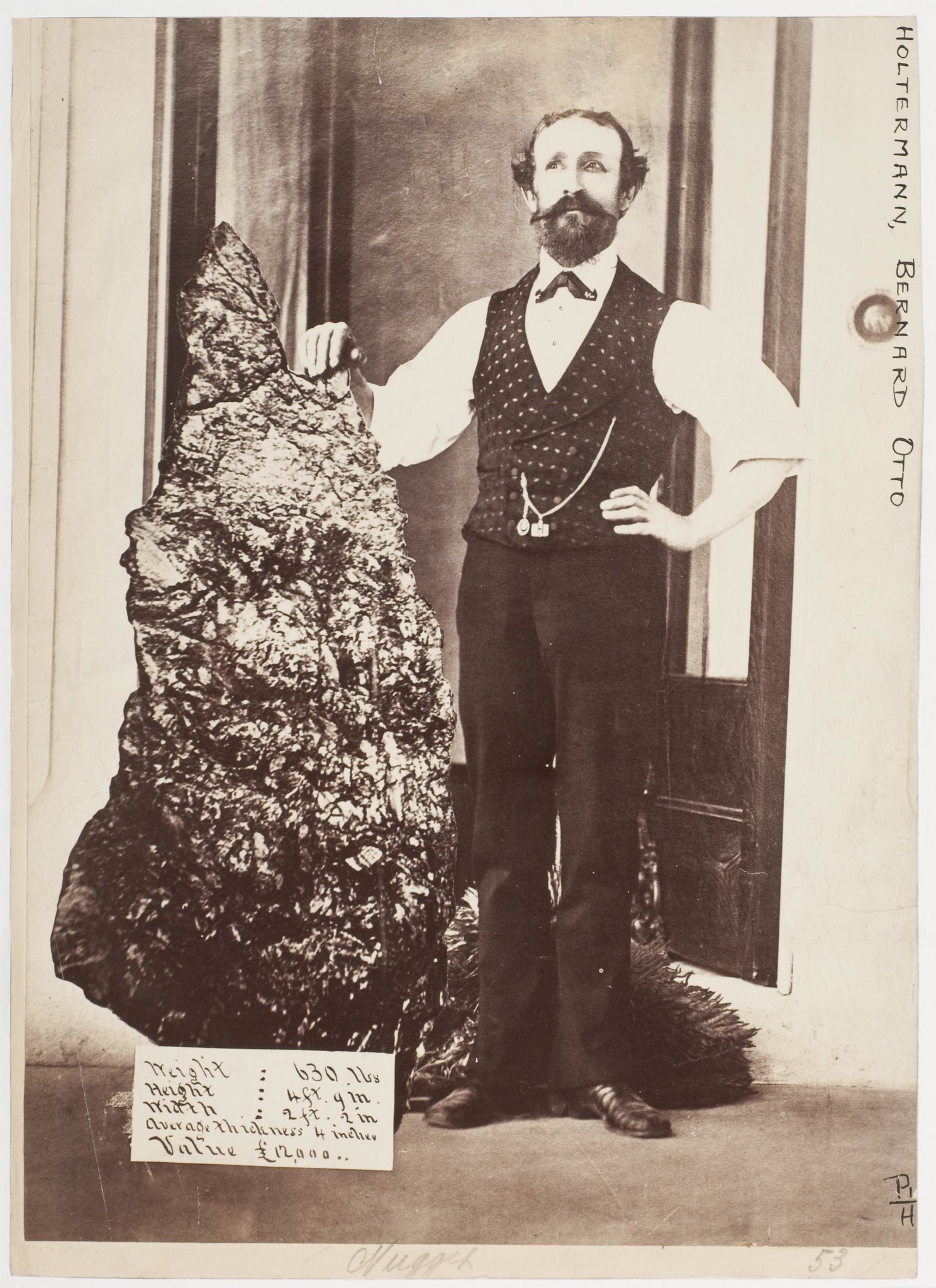
Palleta d'or de Hill End, trobada el 1872.

Alguns dels primers descobriments d'or a la colònia van ser:
- 1814 - Es rumoreja que alguns convictes que treballaven al traçat d'un camí a Bathurst han trobat or.[1]
- 1823, 15 de febrer - El primer descobriment verificat d'or a les colònies va ser realitzat per l'Assistant Surveyor, James McBrien, qui va descobrir nombroses palletes d'or a Fish River, a uns 27 km a l'est de Bathurst, Nova Gal·les del Sud.
- 1825 - Un convicte és fuetejat a Sydney per la sospita d'haver robat or, en afirmar que l'havia trobat al camp. Una carta anònima enviada a l'editor del Sydney Morning Herald el 20 maig 1851 va identificar el lloc de la troballa com a "Big Hill".
- 1829 - Jackson Barwise sosté que James Ryan li ha fet notar la presència d'or. L'agafen i Barwise el porta a Sydney on li diuen que no propagui la notícia perquè el considerarien un malalt mental, i el tancarien. Se suposa que això va ser per evitar que els pastors fugissin a buscar or.
- 1839, abril - Paweł Edmund Strzelecki va descobrir or, juntament amb pirites al Vall de Clwydd, a les Blue Mountains (New South Wales).
- 1844 - Alexander Tolmein, enviat pel governador Grey a l'Illa Kangaroo per capturar una banda de malfactors, informa que a uns 32 km al sud-oest de Melbourne va veure unes roques de quars amb un metall groc incrustat, que ell estava convençut que era or.
- 1848 - Es troben palletes d'or als monts Pyrenees, Victòria; són exhibides a la vitrina del negoci del joier Mr Robi, a Melbourne.
- 1848 - Es troba or a Mitchells Creek prop de Wellington, a Nova Gal·les del Sud.
- 1849, 31 de gener - Un pastor descobreix or a Port Phillip (als monts Pyrenees).
- 1849, gener - Thomas Chapman descobreix or a Daisy Hill, Victoria i el ven a Mrs Brentani, Collins Street, Melbourne. Era una palleta que pesava 16 unces. Temorós de les autoritats de Melbourne, el descobridor fuig cap Sydney en el 'Sea-horse'.
- 1849 - William Clarke, Jr, juntament amb William Vicary, troben quars amb incrustacions d'or a Smythesdale, Victòria.
- 1851, gener - Edward Austin[2] porta a Sydney una palleta d'or que val 35 lliures, i que es va trobar al districte de Bathurst.[3]
- 1851 - Louis Michel troba or a Anderson's Creek, Warrandyte, Victòria.
- 1851 - Es troba or a Bendigo, Ballarat, Victòria (actualment és un parc públic)
- 1851 - Es troba or a Sofala.
- 1865 - Richard Daintree descobreix el camp d'or de Cape River a North Queensland.[4]
- 1872 - Una descoberta significant a Charters Towers desperta l'atenció ràpidament a aquesta àrea. Mentrestant, al mateix any, a Palmer River, a prop de Cooktown, comencen els treballs d'explotació minera.
- 1872 - El territori de Darwin nota els efectes de la febre de l'or després que els empleats de la companyia telefònica d'Austràlia trobessin or mentre estaven excavant uns forats pels pals del telègraf.
- 1872 - Es troba la palleta d'or més gran del món, descoberta per Bernhard Otto Holtermann.

## Llicències
La primera llicència va ser atorgada a Victòria el 21 de setembre de 1851. A Nova Gal·les del Sud es van atorgar en total 12,186 llicències fins al 31 d'octubre de 1851, de les quals 2,094 van ser emeses a Ophir; 8,637 a Turon, 1,009 a Meroo i Louisa Creek; 41 a Abercrombie, i 405 a Araluen.